# أدينوزين
الأدينوزين هو مركب عضوي يشيع وجوده في الطبيعة على هيئة مشتقات مختلفة. يتألف هذا الجزيء من أدنين، تنقصه ذرة هيدروجين، مرتبط بريبوز، تنقصه مجموعة هيدروكسيل، بواسطة رابطة غليكوسيدية من نوع بيتا مع ذرة النتروجين رقم 9. الأدينوسين هو أحد أربع كتل نيوكليوسيدات تكوّن الحمض النووي الريبوزي (RNA)، الذي يعتبر ضروريًا لكل أشكال الحياة. تشمل مشتقاته حوامل الطاقة: أحادي، وثنائي، وثلاثي فوسفات. إن أحادي فوسفات الأدينوسين الحلقي واسع الانتشار في توصيل الإشارة. الأدينوسيل هو الجذر التي يتشكل من إزالة مجموعة الهيدروكسيل 5’. يوجد الأدينوزيل في الفيتامين ب12 وأنزيمات أدينوسيل الميثيونين-S الجذرية (SAM). يُستخدَم الأدينوسين أيضًا كدواء.

## الاستخدامات الطبية

### تسرع القلب فوق البطيني
لدى الأفراد المصابين بتسرع القلب فوق البطيني، يُستخدَم الأدينوسين في تحديد الإيقاع وتقويم نظم القلب.
يمكن أن تعالج بعض تسرعات القلب فوق البطينية بنجاح بالأدينوسين. يشمل ذلك أي اضطرابات نظم قلبي يحتاج العقدة الأذينية البطينية لإعادة الدخول، على سبيل المثال، تسرع القلب بسبب إعادة الدخول الأذيني البطيني، وتسرع القلب بسبب إعادة الدخول بالعقدة الأذينية البطينية. بالإضافة إلى ذلك، يمكن إنهاء تسرع القلب الأذيني أحيانًا بالأدينوسين.
إن إيقاعات القلب السريعة المحصورة بالأذينين (على سبيل المثال، الرجفان الأذيني، والرفرفة الأذينية) أو البطينين (على سبيل المثال، تسرع القلب البطيني وحيد الشكل) ولا تشمل العقدة الأذينية البطينية كجزء من دارة إعادة الدخول لا تُقوَّم نموذجيًا بالأدينوسين. على أي حال، يصبح معدل الاستجابة البطينية أبطأ مؤقتًا عند إعطاء الأدينوسين في هذه الحالات.
بسبب تأثيرات الأدينوسين على تسرعات القلب فوق البطينية المرتبطة بالعقدة الأذينية البطينية، يُعتبّر الأدينوسين من الأدوية المضادة لاضطراب النظم صنف 5. عندما يُستخدَم الأدينوسين لتقويم اضطراب نظم معين فمن الطبيعي أن يدخل القلب في حالة توقف انقباض بطيني لعدة ثوانٍ. يمكن أن يكون ذلك مقلقًا لمريض واعٍ بشكل طبيعي، ويرتبط بحدوث أحساسيس في الصدر مشابهة للذبحة الصدرية.

### اختبار الإجهاد النووي
يُستخدَم الأدينوسين كمتمم في تصوير العضلة القلبية الومضاني بالثاليوم (TI 201) أو التكتنيوم (Tc99m) لدى المرضى غير القادرين على الخضوع لاختبار الإجهاد كافٍ مترافق مع القيام بتمارين رياضية.

## الجرعة
عندما يُعطَى لتقييم أو علاج تسرع القلب فوق البطيني، تكون الجرعة البدئية 6 – 12 ملغ، وفق الطلبات الدائمة أو تفضيلات المُزوِّد، ويُعطَى حقنًا. بسبب شدة قصر نصف عمر الأدينوسين، يُوضَع الأنبوب الوريدي في مكان قريب من القلب مثل الحفرة المرفقية. غالبًا ما تُتبَع الدفعة الوريدية بإعطاء 10 – 20 مل من محلول السالين العادي. إذا لم يكن لذلك أي تأثير (أي لا يوجد دليل على حدوث حصار أذيني بطيني عابر)، تُعطَى جرعة بمقدار 12 مغ بعد الجرعة الأولى بنحو 1 – 2 دقيقة. عندما يُعطَى لتوسيع الشرايين، مثل إعطائه في حالة «اختبار الإجهاد»، تكون الجرعة نموذجيًا 0.14 مع/ كغ/ دقيقة، وتُعطَى خلال 4 أو 6 دقائق، وفق البروتوكول.
قد تزداد الجرعة المُوصَى بها لدى المرضى الذين يأخذون التيوفيلين، بما أن الميثيلكسانتينات تمنع ارتباط الأدينوسين بمواقع المستقبل. غالبًا ما تُخفَض الجرعة لدى المرضى الذين يأخذون ديبيريدامول (بيرسانتين) وديبازيبام (فاليوم) لأن الأدينوسين يزيد من تأثيرات هذه الأدوية. تُنقَص الجرعة المُوصى بها أيضًا بمقدار النصف لدى المرضى المصابين بقصور القلب الاحتقاني، واحتشاء العضلة القلبية، والصدمة، ونقص التأكسج، و/ أو المرض الكبدي المزمن أو المرض الكلوي المزمن، ولدى المتقدمين بالعمر.

## التفاعلات الدوائية
يزيد الديبيريدامول عمل الأدينوسين ما يتطلب إنقاص جرعات الدواء.
تنافس الميثيلكسانتينات (مثل الكافيين الموجود في القهوة، أو التيوفيلين الموجود في الشاي، أو الثيوبرومين الموجود في الشوكولا) تأثيرات الأدينوسين ما يتطلب زيادة جرعة الأدينوسين المُعطاة. بحكم طبيعة بنية الكافيين البيورينية، فإنه يرتبط مع بعض مستقبلات الأدينوزين نفسها. قد تنحسر التأثيرات الدوائية للأدينوسين لدى الأشخاص الذين يأخذون كميات كبيرة من الميثيلكسانتينات.

### مضادات الاستطباب
تشمل مضادات استطباب الأدينوسين الشائعة:
- الربو، الذي كان يُعتبَر تقليديًا مضاد استطباب مطلق. إن ذلك موضع جدل، ويُعتبَر حاليًا مضاد استطباب نسبي (على أي حال، يٌستقصَى حاليًا أمر استخدام مضادات الأدينوسين الانتقائية من أجل علاج الربو).